# Enrique I de Brandeburgo-Stendal
Enrique I de Brandeburgo-Stendal (apodado Enrique Sin Tierra; 21 de marzo de 1256 - 14 de febrero de 1318) fue miembro de la Casa de Ascania y margrave de Brandeburgo-Stendal y Landsberg.

## Biografía
Enrique era un hijo del margrave Juan I de Brandeburgo y su tercera esposa, Juta, la hija del duque Alberto I de Sajonia. El origen de su apodo "Sin Tierra" se desconoce. Enrique era más de 15 años menor que sus hermanos Juan II, Otón IV "con la flecha" y Conrado I y probablemente estuvo excluido del gobierno cuando sus hermanos heredaron el margraviato.
No fue hasta 1294 empezó a participar en el gobierno del país. Cuando lo hizo, recibió —según un extracto del cronista bohemio Přibík Pulkava— Delitzsch como su sede. Delitzsch se encontraba en el margraviato de Landsberg, que el margrave Alberto II de Meissen había vendido a los margraves de Brandeburgo. De entonces en adelante, Enrique usó el título de Margrave de Landsberg además de Margrave de Brandeburgo en casi todos los documentos. Como margrave de Landsberg, tuvo varios enfrentamientos con príncipes vecinos. Fue excomulgado por el arzobispo Burcardo II de Magdeburgo.
En 1311, Enrique perdió en su enfrentamiento con el duque Rodolfo I de Sajonia y tuvo que entregar el condado palatino de Sajonia con los castillos de Grillenberg en Sangerhausen y Raspenburg en Rastenberg a Rodolfo I. También perdió su enfrentamiento con el margrave Teodorico IV de Lusacia.
Después de que el emperador Enrique VII, el sobrino de Enrique el margrave Valdemar propuso elegir a Enrique I como rey de romanos. Enrique I parece que declinó la propuesta, y su promesa de votar por el duque Federico el Hermoso o su hermano Leopoldo I.  Sin embargo, al final, Enrique votó por el duque Luis IV de Baviera.
Enrique murió el 14 de febrero de 1318 a los 61 años de edad.

## Matrimonio y descendencia
Enrique se casó con Inés de Baviera, la hija de duque Luis II "el Estricto" de Baviera y viuda del landgrave Enrique el Joven de Hesse. Enrique e Inés tuvieron tres hijos:
- Enrique II, margrave de Brandeburgo.
- Sofía (1300-1356), se casó con el duque Magnus I de Brunswick-Wolfenbüttel
- Judit, casó en 1318 con el duque Enrique II de Brunswick-Grubenhagen